# Tomball (Texas)
Tomball liegt im US-Bundesstaat Texas in den Vereinigten Staaten. Die Gemeinde liegt teilweise in Harris County und in Montgomery County. Das U.S. Census Bureau hat bei der Volkszählung 2020 eine Einwohnerzahl von 12.341 ermittelt.

## Städtepartnerschaften
- Telgte in Deutschland; seit dem 29. September 1999[5]

## Söhne und Töchter der Stadt
- Ben Keating (* 1971), Unternehmer und Autorennfahrer
- Jimmy Butler (* 1989), Basketballspieler
- Nneka Ogwumike (* 1990), Basketballspielerin
- Chiney Ogwumike (* 1992), Basketballspielerin
- Mason Guccione (* 1995), Schauspieler